# Robert E. Howard
Robert Ervin Howard, född 22 januari 1906 i Peaster, Texas, död 11 juni 1936 i Cross Plains, Texas (självmord), var en amerikansk författare som var mest aktiv som skapare av äventyrsberättelser. Berättelserna utspelade sig både i historiska miljöer och i fantasivärldar. Howard var en frontalgestalt inom den litterära genren Sword and Sorcery. Han levde hela sitt liv i Texas, utom en kort period i tolvårsåldern då hans far studerade i New Orleans i Louisiana.

## Biografi
Robert E. Howard föddes i Peaster som enda barn till doktor Isaac Mordecai Howard och Hester Jane Howard. Han gick större delen av sin skolgång i orter i mellersta Texas såsom Cross Plains, där han sedan bodde i det mesta av sitt liv. Han gick sitt sista år av high school i Brownwood och bodde då på pensionat med sin mor. Två år efter att han tagit studenten, 1925, återvände han från Cross Plains till Brownwood för att studera vid Howard Payne College under ett år. Samtidigt skrev han för skoltidningar och fick för första gången en novell publicerad, i tidskriften Weird Tales. Han blev författare på heltid och var mycket produktiv. Under depressionsåren sägs han ha tjänat 500 dollar på en månad och varit den enda i Cross Plains som hade råd med en Chevrolet.
Howard brevväxlade även flitigt med bland andra H.P. Lovecraft.
Trots sin framgång var Howard olycklig och hade få vänner. Hans självmord och omständigheterna kring det har lett till spekulationer om hans mentala hälsa. Hans mor hade varit sjuk i tuberkulos hela sitt liv,[källa behövs] och när hon försjönk i en koma som hon inte förväntades vakna upp ur, gick han ut till sin bil och sköt sig själv i huvudet.

## Verk
Han skulle bli mest känd för barbarkrigaren Conan the Barbarian, som först dök upp i berättelsen The Phoenix on the Sword från 1932. Andra kända litterära figurer som Howard är upphovsman till är Röda Sonja, Solomon Kane, El Borak och kung Kull av Atlantis. Ett genomgående drag för hans prosa är att den är rättfram och färgstark, snarare än subtil och språkligt finessrik. I Howards världar är våld oftast lösningen på alla problem; och ofantliga skatter och vackra kvinnor är hjältens belöning.
Några filmer baserade på hans karaktärer har spelats in, bland annat Conan Barbaren från 1982, och dess uppföljare, Conan förgöraren (Conan the Destroyer) från 1984 samt Solomon Kane från 2010. Det har även gjorts en film om Howard själv, Sista telegrammet från Cross Plains (The Whole Wide World) från 1996 där han gestaltas av skådespelaren Vincent D'Onofrio. Även miljön i datorspelet Age of Conan är baserad på Howards böcker, speciellt Conan Barbaren.